# Paul Bénazet
Pour les articles homonymes, voir Bénazet.
 (septembre 2024).
Paul Bénazet, né le 24 février 1876 à Paris 16e (Seine) et mort le 23 septembre 1948 à Paris 8e (Seine), est un homme politique français, membre du Parti républicain-socialiste.

## Biographie
Paul Louis Théodore Bénazet est le fils de Paul-Antoine-Théodore Bénazet, député et sénateur et de Mathilde Blavet.
Élève de Saint-Cyr, (1895-1896), officier de carrière, lieutenant au 29e dragons, il s'inscrit en faculté de droit, il conduit ses études jusqu'au grade de docteur. Il quitte l'armée à la suite du cas de conscience que posèrent pour lui les grèves de Saint-Étienne et se fait inscrire au barreau de Paris.
Il se présente aux élections législatives du 6 mai 1906 dans la circonscription du Blanc, il n'a que 30 ans, il est élu au premier tour de scrutin. Comme son père il s'intéresse à la défense nationale, il est l'auteur de divers ouvrages : Défense nationale. Notre sécurité, 1939 ; J'accuse les vrais responsables de nos revers militaires et les ennemis de la République, 1945.
Il est comme son père maire de Mérigny de 1919 à 1925, son frère le docteur Édouard Bénazet (1880-1927) lui succède à la mairie, la famille était propriétaire du château de la Roche Bellusson depuis 1861.
Il est inhumé au cimetière Montmartre, dans la chapelle familiale.

## Carrière
- Député de l'Indre (circonscription du Blanc), élu une première fois en 1906, réélu en 1910, 1914, 1919, 1924 (tête de liste du Cartel des gauches), enfin de 1928 à 1932.
- Conseiller général du canton de Tournon-Saint-Martin à partir de 1919 et président de la commission des finances, puis président du conseil général en 1932.
- Sénateur de l'Indre de 1933 à 1940
- Commissaire général à la Guerre chargé de l'Éducation physique du 23 juin 1924 au 11 octobre 1925 dans les gouvernements Édouard Herriot (1) et Paul Painlevé (2)
- Sous-secrétaire d'État à l'Enseignement Technique du 11 octobre 1925 au 23 juin 1926 dans les gouvernements Paul Painlevé (2), Paul Painlevé (3), Aristide Briand (8), Aristide Briand (9)
- Précurseur du mouvement européiste, il fonde une association, l'Entente européenne. Bien qu'elle ne débouche pas sur des réalisations concrètes, elle préfigure la construction européenne lancée après la Seconde guerre mondiale.

## Décorations
- Chevalier de la Légion d'honneur[Quand ?]
- Officier de la Légion d'honneur[Quand ?]
- Titulaire de la Croix de guerre